# فيرنر شوستر
فيرنر شوستر (بالألمانية: Werner Schuster)‏ هو عالم حاسوب وطبيب وسياسي ألماني، ولد في 20 يناير 1939 في موشي في تنزانيا، وتوفي في 9 مايو 2001 في فيسبادن في ألمانيا. حزبياً، نشط في الحزب الديمقراطي الاجتماعي الألماني. وقد انتخب عضو في البوندستاغ الألماني خلال فترته النيابية ‏ (20 ديسمبر 1990 – 10 نوفمبر 1994).